# Perxylobates coreanus
Perxylobates coreanus är en kvalsterart som beskrevs av Choi och Aoki 1993. Perxylobates coreanus ingår i släktet Perxylobates och familjen Protoribatidae. Inga underarter finns listade i Catalogue of Life.